# Crhov
Crhov (en allemand : Lang Cerhow) est une commune du district de Blansko, dans la région de Moravie-du-Sud, en République tchèque. Sa population s'élevait à 175 habitants en 2020.

## Géographie
Crhov se trouve à 2 km au sud-est du centre d'Olešnice, à 26 km au nord-ouest de Blansko, à 41 km au nord-nord-ouest de Brno et à 156 km à l'est-sud-est de Prague.
La commune est limitée par Olešnice au nord, par Rozsíčka à l'est, par Louka au sud et par Křtěnov à l'ouest.

## Histoire
La première mention écrite de la localité date de 1353.